# Dendrophyllia cornigera
Dendrophyllia cornigera är en korallart som först beskrevs av Jean-Baptiste Lamarck 1816.  Dendrophyllia cornigera ingår i släktet Dendrophyllia och familjen Dendrophylliidae. Inga underarter finns listade i Catalogue of Life.